# Alessandro Ceni
Alessandro Ceni Tozzi (Firenze, 1957) è un poeta, traduttore e pittore italiano.

## Biografia
Sposato con Maria Fiore Batini, ha due figli, Cosimo e Allegra. Parallelamente alla sua attività di poeta svolge quella di traduttore: ha lavorato per alcune delle principali case editrici italiane (Einaudi, Feltrinelli, Mondadori), traducendo opere di poeti e scrittori di lingua inglese. È anche pittore.

## Opere

### Poesia
- I fiumi d'acqua viva, Milano, Guanda, 1980
- Il viaggio inaudito, con una nota di Milo De Angelis, Riva del Garda, Tosadori, 1981
- I fiumi, Milano, Marcos y Marcos, 1985, 19902 ISBN 8871680359
- La natura delle cose, Milano, Jaca Book, 1991 ISBN 8816520035
- Nel regno, introduzione di Roberto Carifi, Forlì, Nuova Compagnia, 1993 ISBN 8886213018
- Il pieno e il vuoto (antologia), prefazione di Piero Bigongiari, postfazione di Roberto Cafiri, Milano, Marcos y Marcos, 1996 ISBN 8871681673
- Ossa incise e dipinte (9 poesie e 14 tele), Porto Sant'Elpidio, L'Albatro, 1999
- Tra il vento e l'acqua, introduzione di Andrea Ulivi, Firenze, Edizioni della Meridiana, 2001 ISBN 888747821X
- Mattoni per l'altare del fuoco, Milano, Jaca Book, 2002 ISBN 8816520213
- Nella valle dello Scesta, Milano, Il ragazzo innocuo, 2009
- Parlare chiuso. Tutte le poesie, puntoacapo Editrice, 2012 ISBN 9788866791171 (rosa del premio Premio Viareggio 2012, finalista ai premi "Giuseppe Dessì" 2012 e "Lorenzo Montano" 2013)
- Combattimento ininterrotto, effigie edizioni, 2015 ISBN 9788897648505 (rosa del premio Premio Viareggio 2016 e vincitore del Premio Città di Como)
- I bracciali dello scudo, Crocetti, 2025, ISBN 978-8883064487

### Saggi
- La sopra-realtà di Tommaso Landolfi, Firenze, Cesati, 1985 ISBN 8876670335

### Curatele
- Pär Fabian Lagerkvist, Barabba, Milano, Jaca book, 1985 (prefazione)
- Fiabe irlandesi, Firenze, Bulgarini, 1990
- Fiabe africane, Firenze, Bulgarini, 1991
- La biblioteca dei cavalli: il cavallo, Rimini, Guaraldi, 1992 ISBN 8886025327

### Traduzioni
- Samuel Taylor Coleridge, La ballata del vecchio marinaio, Milano, Marcos y Marcos, 1983; Feltrinelli, 1994
- Edgar Allan Poe, Eureka, Bologna, Cappelli, 1983; Milano, Mondadori, 1993 (anche curatela)
- John Milton, Sansone agonista, Pordenone, Studio Tesi, 1987
- John Hickman, Come ferrare il cavallo, Firenze, Olimpia, 1988
- Charles Brockden Brown, Wieland, o La trasformazione, Pordenone, Studio Tesi, 1988
- Harriet Beecher Stowe, La capanna dello zio Tom, Firenze, Bulgarini, 1989
- Djuna Barnes, Ryder, Milano, Bompiani, 1989
- Ralph Waldo Emerson, Il trascendentalista e altri saggi scelti, Milano, Mondadori, 1989 (con Roberto Mussapi)
- Agatha Christie, Viaggiare è il mio peccato, Milano, Mondadori, 1990
- William Peter Blatty, Gemini killer, Milano, Mondadori, 1992
- Kate Coscarelli, L'eredità, Milano, Mondadori, 1993 (con Silvia Calandra e Stefania Franco)
- Philip Shelby, Oasi di sogni, con Mariagrazia Bianchi Oddera, Milano, Mondadori, 1994
- Joseph Campbell, Il volo dell'anitra selvatica. Esplorazioni nella dimensione del mito, Milano, Mondadori, 1994
- Mary Shelley, Frankenstein ovvero Il prometeo moderno, Rimini, Guaraldi, 1995 (anche curatela)
- Oscar Wilde, Il critico come artista. L'anima dell'uomo sotto il socialismo, Milano, Feltrinelli, 1995 (anche curatela)
- Marco Vassi, La soluzione salina, Parma, Guanda, 1995
- Robert Louis Stevenson, Il ragazzo rapito, Milano, Bompiani, 1996; Milano, Feltrinelli, 2022
- Storia di fantasmi inglesi, Collana Oscar, Milano, Mondadori, 1996
- Melissa Holbrook Pierson, Il veicolo perfetto, Parma, Guanda, 1997; Milano, TEA, 2000
- Robert Louis Stevenson, I racconti, Collezione I millenni, Torino, Einaudi, 1999; 2 voll., Collana Einaudi Tascabili, 2001
- Dimitri Obolensky, Ritratti dal mondo bizantino, Milano, Jaca Book, 1999
- Edith Wharton, Xingu, Bagno a Ripoli, Passigli, 2001; Milano, Rizzoli, 2013
- Joseph Conrad, Lord Jim, Milano, Feltrinelli, 2002
- Lewis Carroll, Le avventure di Alice nel Paese delle Meraviglie. Al di là dello specchio, Torino, Einaudi, 2003
- David Herbert Lawrence, Biglietti, prego: cinque racconti di donne, Bagno a Ripoli, Passigli, 2003
- David Herbert Lawrence, Oscenità e pornografia, Bagno a Ripoli, Passigli, 2004
- Herman Melville, Il paradiso dei celibi, Bagno a Ripoli, Passigli, 2005 (anche curatela)
- Thomas de Quincey, Il vendicatore, Bagno a Ripoli, Passigli, 2006 (anche curatela)
- Herman Melville, Moby Dick, Milano, Feltrinelli, 2007 (anche curatela)
- Edith Wharton, L'età dell'innocenza, Milano, BUR, 2008; Milano, San Paolo, 2009.
- Joseph Conrad, La linea d'ombra, Milano, BUR, 2008.
- Herman Melville, Billy Budd, con curatela, Milano, Feltrinelli, 2009.
- Walt Whitman, Foglie d'erba. La prima edizione del 1855, Milano, Feltrinelli, 2012.
- Charles Dickens, Il Circolo Pickwick, Milano, Feltrinelli, 2016.
- James Joyce, Ulisse, Milano, Feltrinelli, 2021.
- Joseph Conrad, L'agente segreto, Milano, Feltrinelli, 2023.
- Robert Louis Stevenson, Il signore di Ballantrae, Milano, Feltrinelli, 2024.

## Premi e riconoscimenti
- 1993 – Premio Ceppo Pistoia[2]
- 2004 – Premio LericiPea[3]
- 2012 – Finalista Premio Dessì, con Parlare chiuso. Tutte le poesie[4]
- 2016 – Premio Internazionale di Letteratura Città di Como[5]
- 2016 – Finalista Premio Viareggio Poesia, con Combattimento ininterrotto[6]
- 2017 – Premio Poesia Città di Fiumicino[7]